# Rumaitha Al Busaidi
Rumaitha Al Busaidi es una oceanógrafa y empresaria omaní, defensora de los derechos de las mujeres y activista contra el cambio climático. Es la primera analista de fútbol femenina del mundo árabe y una de las personalidades de radio más destacadas de Omán, además de ser la mujer omaní más joven en cruzar el Polo sur.  En 2023, fue incluida en la lista 100 Mujeres de la BBC.

## Trayectoria
Se graduó en 2005 en la Universidad de Delaware. En 2014 completó un máster en la Universidad Sultán Qaboos, y posteriormente cursó estudios superiores en la Universidad de Utrecht. También obtuvo un máster en Administración Pública por la Escuela de Gobierno John F. Kennedy de la Universidad de Harvard. Su formación académica abarca los campos de las ciencias ambientales y la acuicultura. En 2019, fue seleccionada como Millennium Fellow por la organización estadounidense Atlantic Council.
Fue jugadora de fútbol durante un breve periodo de tiempo, representando a la selección femenina de Omán, antes de que el equipo fuera sancionado por la FIFA en 2007. Además ha trabajado durante varios años como presentadora de radio en Omán, y es reconocida por ser la primera locutora local en inglés en una emisora de radio privada omaní. Ha desempeñado diversos cargos en el ámbito público y privado en Omán. Fue vicepresidenta de fabricación de alimentos en el Programa Nacional de Omán para la Mejora de la Diversificación Económica y ha trabajado como asesora del Gobierno omaní, donde ocupa el puesto de directora de Proyectos y Asuntos Ambientales y Desarrollo Pesquero.
Entre 2013 y 2020 formó parte de la comunidad Global Shapers del Foro Económico Mundial. En 2017, fue nombrada Embajadora de la Paz Mundial One Young por la Comisión Europea, y también ha sido embajadora del Instituto para la Economía y la Paz (IEP). En el marco de la Copa Mundial de Fútbol de 2022 fue seleccionada como embajadora de Challenge 22. Ha participado activamente en espacios internacionales como la Agenda de Davos del Foro Económico Mundial, donde ha abordado el impacto del cambio climático.
En 2020, Rumaitha fundó WomeX, una plataforma dedicada a la enseñanza de habilidades de negociación a mujeres árabes con el objetivo de apoyar a emprendedoras emergentes en la región. Su labor también se centra en la defensa de los derechos de las mujeres y en la promoción del liderazgo juvenil en cuestiones medioambientales.

## Reconocimientos
En abril de 2021, Rumaitha Al Busaidi participó en el evento digital TED Countdown como parte del Earth Day Live, donde ofreció una charla titulada Women and girls, you are part of the climate solution, (Mujeres y niñas, sois parte de la solución climática) en la que abordó la relación entre la igualdad de género y el cambio climático. Posteriormente, en noviembre de 2023, fue incluida en la lista anual de las 100 Mujeres de la BBC, que destaca a mujeres influyentes de todo el mundo.